# М7 Паук
M7 Spider — это сетевая система противопехотных боеприпасов Соединенных Штатов, которая обеспечивает безопасное дистанционное управление и контроль на расстоянии до 1500 метров для ручного поля боеприпасов. Система была разработана компанией Alliant Techsystems (ATK) совместно с ее партнером по совместному предприятию Textron Systems в рамках программы Non-Self-Destruct Alternative (NSD-A) и предназначена для замены системы удаленного запуска Matrix, которая в настоящее время развернута в Ираке и работает. с уже существующими минами, такими как M18 Claymore . Day & Zimmermann и General Dynamics являются главными субподрядчиками.

## Конструкция

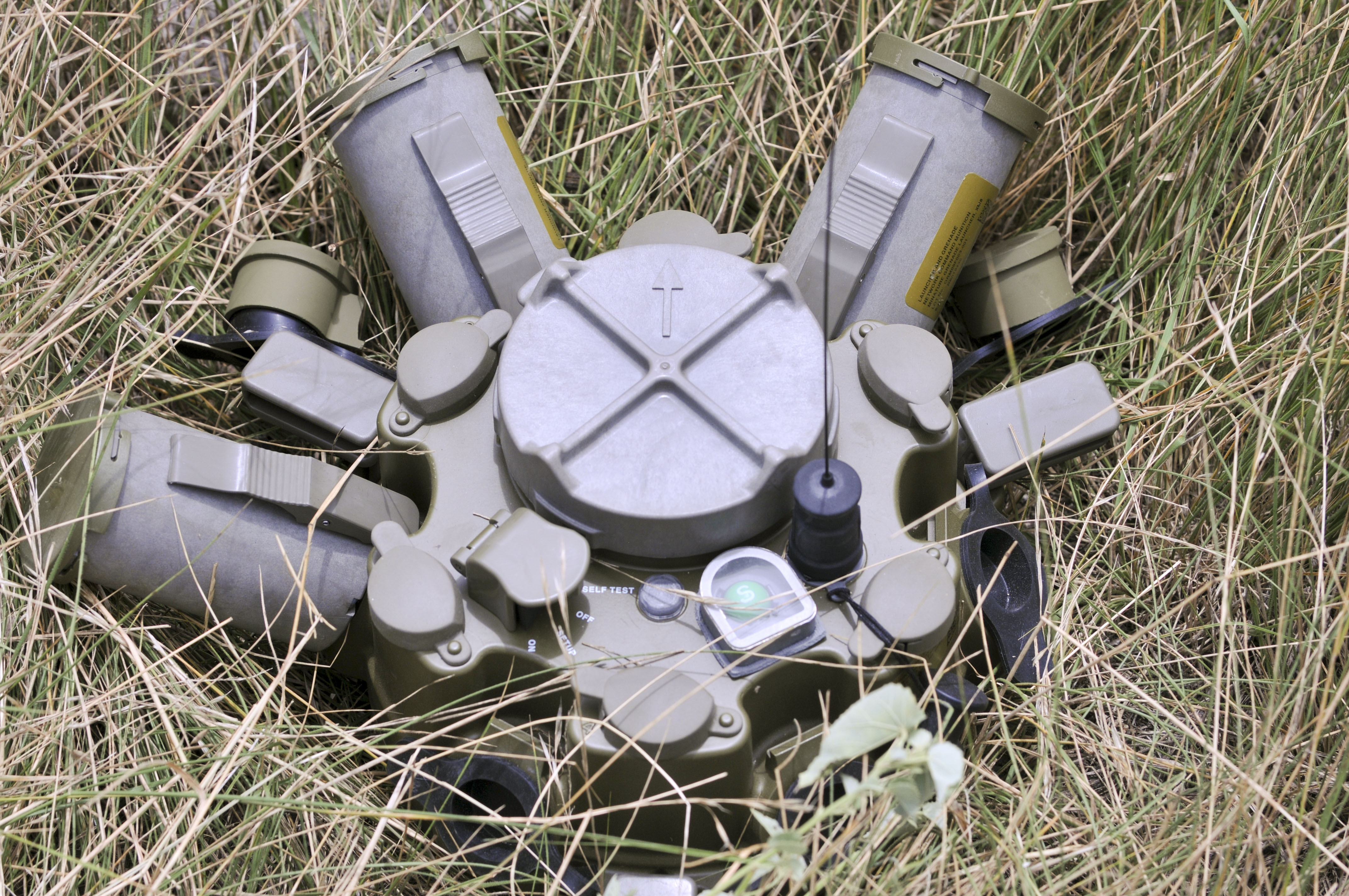
M7 Spider MCU с 3-мя MGLs

Система состоит из блоков управления боеприпасами (MCU), станции дистанционного управления (RCS) и ретранслятора для увеличения дальности связи. Для каждого RCS можно настроить до 63 MCU. К каждому MCU можно прикрепить до шести миниатюрных гранатометов (MGL), каждый из которых покрывает дугу в шестьдесят градусов. Блоки MCU устанавливаются вручную, после чего оператор может при желании отдать команду на развертывание шести линий для создания сети датчиков. Оператор может находиться на расстоянии до мили от боеприпаса или дальше с использованием ретранслятора. Когда тройная линия активирована, MCU, подключенный к линии, передает беспроводную сигнал на станцию дистанционного управления, используя либо инфраструктуру управления ключами на поле боя армии США, либо электронную систему управления ключами ВМФ (EKMS). В этот момент оператор на RCS может выстрелить одним или несколькими прикрепленными боеприпасами (гранатами или другим оружием).)
M-7 Spider также можно приказать «обнулить», очистить все данные, хранящиеся в его памяти, чтобы предотвратить удаление систем противником. Кроме того, если система подвергается взлому или транспортировке во время охраны, она отключится. M7 Spider не имеет возможности самоуничтожения или превращения в мину или взрывное устройство активированное жертвой.

## История
Разработанная для преодоления разрыва между удаленным датчиком поля боя и противопехотными минами, сетевая система боеприпасов M7 Spider изначально была разработана для активации либо жертвой, либо оператором. В соответствии с Национальной политикой США в отношении наземных мин 2004 года, M7 Spider был постоянно сконфигурирован как система вооружения «Человек в цикле» (MITL), при этом все возможности, активируемые жертвой, были удалены.
В 2004 году Wired сообщил, что армия намеревалась закупить 290 000 боеприпасов для пауков на сумму 513 миллионов долларов США .